# Colombey-les-Belles
Colombey-les-Belles is een gemeente in het Franse departement Meurthe-et-Moselle (regio Grand Est). De plaats maakt deel uit van het arrondissement Toul. Colombey-les-Belles telde op 1 januari 2022 1.430 inwoners.

## Geografie
De oppervlakte van Colombey-les-Belles bedroeg op 1 januari 2022 17,59 vierkante kilometer; de bevolkingsdichtheid was toen 81,3 inwoners per km².

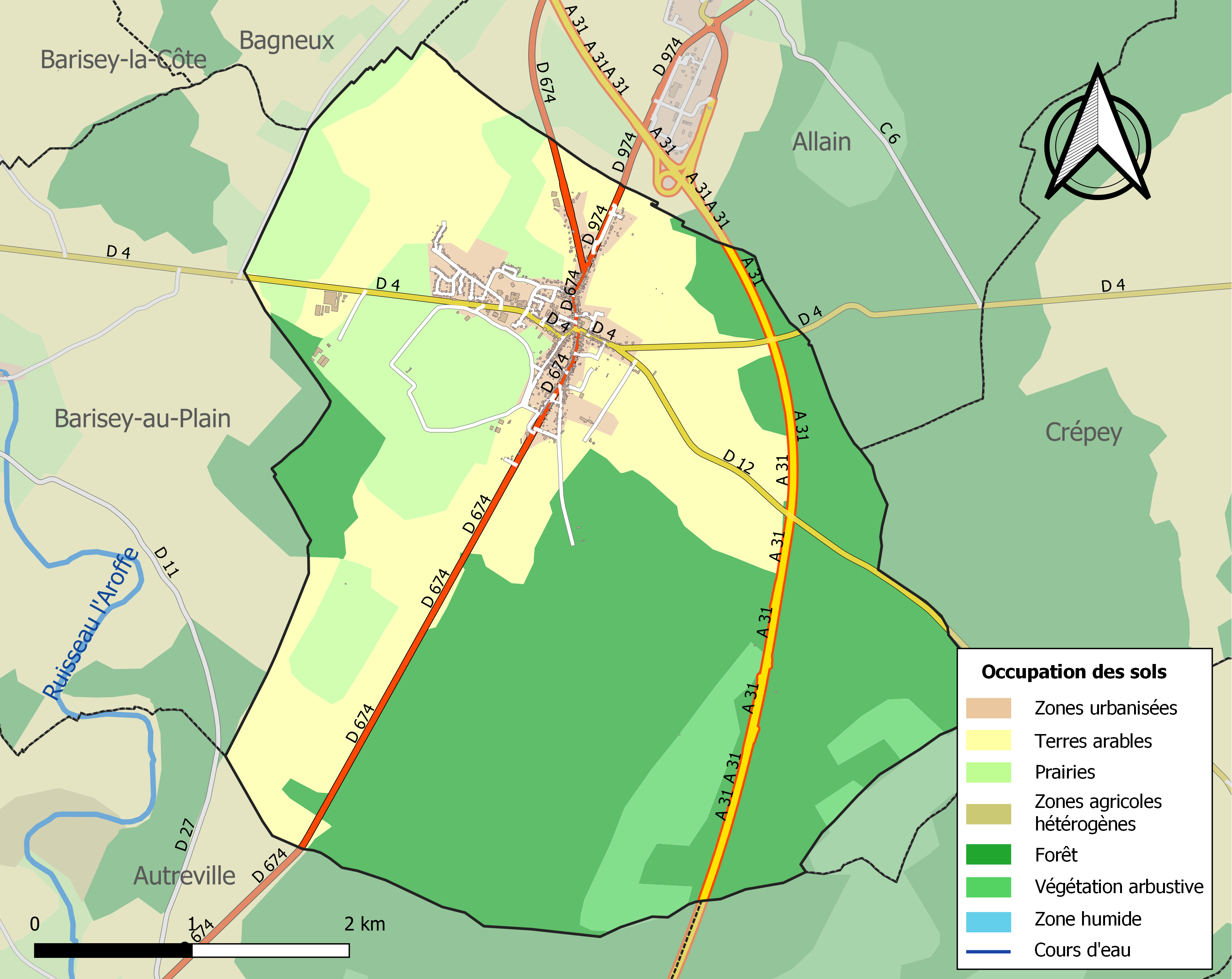
Kaart van de gemeente met de belangrijkste infrastructuur, bodemgebruik en omliggende gemeenten

## Demografie
Onderstaande figuur toont het verloop van het inwonertal (bron: INSEE-tellingen).